# Thierry Chabagny
Thierry Chabagny, né le 3 février 1972 à Neuilly-sur-Seine, est un navigateur et un skipper professionnel français. 

## Biographie
Il habite à Nevez dans le Finistère. Il a deux enfants. En 2006, il termine second de la Solitaire du Figaro et devient membre de l'équipage du maxi trimaran Banque Populaire V skippé par Pascal Bidégorry en 2009, en vue d'une tentative de record du Trophée Jules-Verne. En 2012, il devient détenteur du trophée avec Loïck Peyron en 45 jours. Lors du tour du monde, il est le barreur qui détient le record de vitesse instantanée avec une pointe à 48,38 nœuds (89,6 km/h). Il a participé 17 fois à la Solitaire du Figaro, et 8 fois à la transat AG2R (Victoire en 2016) et fait partie des athlètes du Pôle France de Course au Large de Port-La-Forêt (29) depuis 2001.

## Palmarès

### Solitaire du Figaro
- 2001 : 16e et 2e Bizuth sur Petit Navire Le Bon Goût du Large
- 2002 : 15e sur Petit Navire Le Bon Goût du Large
- 2003 : 29e sur Petit Navire Le Bon Goût du Large[2]
- 2004 : 11e Le Caennais-Blochon Martin
- 2005 : 16e sur Lèbre-FMI
- 2006 : 2e sur Littoral avec un podium d'étape (2e de la deuxième étape)[3]
- 2007 :  13e sur Brossard
- 2008 : 10e sur Suzuki Automobiles
- 2009 : 4e sur Suzuki Automobiles avec deux podiums d'étape
- 2011 : 7e sur Gédimat
- 2012 : 5e sur Gedimat[4]
- 2013 : 16e sur Gédimat
- 2014 : 10e sur Gédimat
- 2015 : 7e sur Gédimat (vainqueur 1re étape)
- 2016 : 5e sur Gédimat avec un podium d'étape
- 2017 : 20e sur Gedimat avec podium d'étape (4) et prix de la combativité (4)
- 2018 : 4e sur Gedimat avec podium d'étape (1) et prix de la combativité (3) - 5e au Championnat de France de course au Large en Solitaire

### Transat AG2R
- 2002 : 6e sur Petit Navire Le Bon Goût Du Large avec Corentin Douguet
- 2004 : 17e sur Défi Santé Voile avec Benoît Petit
- 2006 : 6e sur E.Leclerc / Bouygues Telecom avec Corentin Douguet
- 2008 : 9e sur Suzuki Automobiles avec Corentin Douguet
- 2012 : 6e sur Gedimat avec Christopher Pratt[5]
- 2014 : ABD sur Gedimat à la suite d'un démâtage avec Erwan Tabarly
- 2016 : 1er sur Gedimat avec Erwan Tabarly[6]
- 2018 : 7e sur Gedimat avec Erwan Tabarly

### Autres
- 1998 : 1er du championnat de France Class 8
- 1999 : 3e du championnat du monde maxi - 2e de la Transmanche
- 2000 : 2e du Spi Ouest-France - 3e de la Solitaire de Concarneau
- 2003 : 7e du Tour de Bretagne à la voile - 4e du Trophée BPE St-Nazaire/Dakar
- 2005 : 4e de l'IB Groupe Challenge sur Orma 60 Foncia - 1er du Tour de Bretagne à la voile
- 2007 : 2e de la Transat Jacques-Vabre - 1er de Cap Istanbul - 1er de la Morbihan Mondial classe 40 - 8e du Tour de Bretagne
- 2008 : 4e de Cap Istanbul (victoire d'étape) - 8e du championnat de France en solitaire.
- 2009 : 6e du Trophée BPE - 5e du Tour de Bretagne (2 victoires d'étape) - 4e du championnat de France de Course au large en Solitaire
- 2010 : Record de la Traversée de la Méditerranée sur BPV
- 2011 :  4e Tour de Bretagne (2 victoires d'étape) - Record du Tour des iles britanniques sur BPV - Record Trophée SNSM sur BPV
- 2012 : Record du Trophée Jules Verne sur BPV avec L.Peyron - 1er Artemis challenge en MOD 70 - 1er European Tour en MOD 70 avec M.Desjoyeaux
- 2013 : 2nd Solo Arrimer Les Sables
- 2014 : 3e Solo Maitre Coq
- 2015 : 3e Solo Basse Normandie - 2e Tour de Bretagne (2 Victoires d'étape)
- 2016 : 3e Solo Concarneau
- 2017 : Barreur-Règleur sur Spindrift 2 pour tentative de record du Trophée Jules Verne (Tour du monde à la voile)
- 3e au Tour de Bretagne avec Fred Duthil (victoire d'étape)
- 2018 :
  - Barreur-Règleur sur Spindrift 2 pour tentative de Record du Trophée Jules Verne (Tour du monde à la voile)
  - 5e Allmer Le Havre All mer Cup sur Gédimat
  - 4ème de le Solitaire du Figaro sur Gedimat (podium d'étape)
  - 2022 : 2eme de la Finistère Atlantique sur le Maxi Trimaran Banque Populaire 11 avec Armel Le Cléac’h
- 2023 : 2eme The Fastnet Race sur le Maxi Trimaran Banque Populaire 11 avec Armel Le Cléac’h
- 5ème des 24H Ultim sur Actual Ultim 3 avec Anthony Marchand
- 5e de la Transat Jacques-Vabre avec Anthony Marchand sur Actual Ultim 3
- 2024 : 1er Tour de Belle île sur Actual Ultim 3 avec Anthony Marchand
- 2eme Caribean 600 sur Zoulou Mod70
- 6eme Trophée BPGO avec Martin Le.Pape
- 2ème Giraglia
- 12ème Quebec St Malo avec Vincent Riou (Class 40)
- 5ème 24H Ultim sur Actual Ultim 3 avec Anthony Marchand
- 7ème Normandie Channel Race avec Quentin Le Nabour (Class 40)
- 5ème Finistère Atlantique sur Actual Ultim 3 avec Anthony Marchand